# Mormant-sur-Vernisson
Mormant-sur-Vernisson là một xã trong tỉnh Loiret, vùng Centre-Val de Loire bắc trung bộ nước Pháp. Xã này nằm ở khu vực có độ cao từ 89-107 mét trên mực nước biển.